# Limitní bod
Limitní bod množiny {\displaystyle S} v topologickém prostoru {\displaystyle X} je bod {\displaystyle x}, který lze „aproximovat“ body množiny {\displaystyle S} v tom smyslu, že každé okolí bodu {\displaystyle x} vzhledem k topologii na {\displaystyle X} obsahuje také nějaký jiný bod množiny {\displaystyle S} než samotný {\displaystyle x}. Samotný limitní bod množiny {\displaystyle S}  prvkem množiny {\displaystyle S} být nemusí.
Limitní body množiny se nesmí zaměňovat s body uzávěru množiny {\displaystyle S}, pro které každé okolí bodu {\displaystyle x} obsahuje nějaký bod množiny {\displaystyle S}. Na rozdíl od limitních bodů, tímto bodem množiny {\displaystyle S} může být i samotný bod {\displaystyle x}. Limitní bod lze charakterizovat jako bod uzávěru, který není izolovaným bodem.
Limitní body množiny se také nesmí zaměňovat s hraničními body množiny {\displaystyle S}. Například {\displaystyle 0} je hraničním bodem množiny {\displaystyle \{0\}} v {\displaystyle \mathbb {R} } se standardní topologií, ale není jejím limitním bodem. Naopak {\displaystyle 0.5} je limitním bodem intervalu {\displaystyle \langle 0,1\rangle } v {\displaystyle \mathbb {R} } se standardní topologií, ale není hraničním bodem tohoto intervalu. Méně triviální příklad limitních bodů je ukázán na prvním obrázku.
Tento koncept výhodně zobecňuje pojem limity a tvoří základ konceptů, jako je uzavřená množina nebo uzávěr množiny. Množina reálných čísel je uzavřená právě tehdy, když obsahuje všechny své limitní body; a na operaci topologického uzávěru lze pohlížet jako na operaci, která doplňuje množinu jejími hromadnými body.

Vzhledem k obvyklé eukleidovské topologii nemá posloupnost racionálních čísel žádnou limitu (tj. nekonverguje). Má však dva hromadné body: -1 a +1. Pokud tedy mluvíme o množinách, tyto body jsou limitními body množiny

Existuje také blízce příbuzný koncept pro posloupnosti. Hromadný bod posloupnosti {\displaystyle (x_{n})_{n\in \mathbb {N} }} v topologickém prostoru {\displaystyle X} je bod {\displaystyle x} takový, že, pro každé okolí {\displaystyle V} bodu {\displaystyle x,} existuje nekonečně mnoho přirozených čísel {\displaystyle n} takových, že {\displaystyle x_{n}\in V.} Tuto definici hromadného bodu lze zobecnit pro sítě a filtry.
Pro posloupnosti, sítě a filtry limitní bod není totéž co hromadný bod množiny. Podle definice limitní bod filtru, limitní bod posloupnosti nebo limitní bod sítě je bod, ke kterému konverguje konvergentní filtr (konvergentní posloupnost, příp. konvergentní síť).

## Definice

### Hromadné body množiny
Nechť {\displaystyle S} je podmnožina topologického prostoru {\displaystyle X.} Prvek {\displaystyle x\in X} je limitním bodem (nebo hromadným bodem) množiny {\displaystyle S}, pokud každé jeho okolí obsahuje alespoň jeden bod množiny {\displaystyle S} různý od {\displaystyle x}.
Není žádný rozdíl, zda omezujeme podmínku pouze na otevřené okolí. Často je pohodlné používat definici s „otevřeným okolím“, pro demonstraci, že určitý bod je limitním bodem, a používat definici s „obecným okolím“ pro odvozování faktů ze známého limitního bodu.
Pokud {\displaystyle X} je {\displaystyle T_{1}} prostor (což platí pro každý metrický prostor), pak {\displaystyle x\in X} je limitní bod množiny {\displaystyle S} právě tehdy, když každé okolí bodu {\displaystyle x} obsahuje nekonečně mnoho bodů množiny {\displaystyle S.} {\displaystyle T_{1}} prostory jsou charakterizovány právě touto vlastností.
Pokud {\displaystyle X} je Fréchetův–Urysohnův prostor (což platí pro každý metrický prostor nebo first-countable prostor), pak {\displaystyle x\in X} je limitním bodem množiny {\displaystyle S} právě tehdy, když existuje posloupnost bodů v {\displaystyle S\setminus \{x\},} jejíž limitou je {\displaystyle x.} Fréchetovy–Urysohnovy prostory jsou charakterizovány právě touto vlastností.
Množina limitních bodů množiny {\displaystyle S} se nazývá derivace množiny {\displaystyle S.}

## Typy hromadných bodů
Pokud každé okolí bodu {\displaystyle x} obsahuje nekonečně mnoho bodů množiny {\displaystyle S,} pak {\displaystyle x} je zvláštním typem limitního bodu, který nazýváme ω-hromadný bod množiny {\displaystyle S.}
Pokud každé okolí bodu {\displaystyle x} obsahuje nespočetně mnoho bodů množiny {\displaystyle S,} pak {\displaystyle x} je zvláštním typem limitního bodu, který nazýváme kondenzační bod množiny {\displaystyle S.}
Pokud každé okolí {\displaystyle U} bodu {\displaystyle x} vyhovuje {\displaystyle \left|U\cap S\right|=\left|S\right|,} pak {\displaystyle x} je zvláštním typem limitního bodu, který nazýváme úplně hromadným bodem množiny {\displaystyle S.}

## Hromadné body posloupností a sítí

Posloupnost vyčíslující všechna kladná racionální čísla. Každé kladné reálné číslo je hromadným bodem.

Bod {\displaystyle x\in X} topologického prostoru {\displaystyle X} se nazývá limitní bod posloupnosti {\displaystyle x_{\bullet }=\left(x_{n}\right)_{n=1}^{\infty }}, pokud, pro každé okolí {\displaystyle V} bodu {\displaystyle x,} existuje nekonečně mnoho {\displaystyle n\in \mathbb {N} } takových, že {\displaystyle x_{n}\in V.}
To je ekvivalentní s tvrzením, že pro každé okolí {\displaystyle V} bodu {\displaystyle x} a každé {\displaystyle n_{0}\in \mathbb {N} ,} existuje nějaké {\displaystyle n\geq n_{0}} takové, že {\displaystyle x_{n}\in V.}
Pokud {\displaystyle X} je Metrický prostor nebo first-countable prostor (nebo, obecněji, Fréchetův–Urysohnův prostor), pak {\displaystyle x} je hromadným bodem bodu {\displaystyle x_{\bullet }} právě tehdy, když {\displaystyle x} je limita nějaké podposloupnosti bodu {\displaystyle x_{\bullet }.}
Množina všech limitních bodů posloupnosti se někdy nazývá limitní množina.
Pamatujte, že existuje už pojem limity posloupnosti, který označuje bod {\displaystyle x}, ke kterém posloupnost konverguje (tj. každé okolí bodu {\displaystyle x} obsahuje až na konečně mnoho prvků všechny prvky posloupnosti). To je důvodem, proč nepoužíváme termín limitní bod posloupnosti jako synonymum pro hromadný bod posloupnosti.
Koncept sítí zobecňuje myšlenku posloupností. Síť je funkce {\displaystyle f:(P,\leq )\to X,} kde {\displaystyle (P,\leq )} je dolů usměrněná množina a {\displaystyle X} je topologický prostor. Bod {\displaystyle x\in X} se nazývá hromadný bod sítě {\displaystyle f}, pokud, pro každé okolí {\displaystyle V} bodu {\displaystyle x} a každé {\displaystyle p_{0}\in P,} existuje nějaké {\displaystyle p\geq p_{0}} takové, že {\displaystyle f(p)\in V,} to jest pokud {\displaystyle f} má podsíť, která konverguje k {\displaystyle x.} Hromadné body v sítích slučují myšlenku kondenzačních bodů a ω-hromadných bodů. Hromadné a limitní body jsou také definovaný pro filtry.

### Vztah mezi hromadným bodem posloupnosti a hromadným bodem množiny
Každá posloupnost {\displaystyle x_{\bullet }=\left(x_{n}\right)_{n=1}^{\infty }} v {\displaystyle X} je z definice pouhým zobrazením {\displaystyle x_{\bullet }:\mathbb {N} \to X}, takže jeho obraz {\displaystyle \operatorname {Im} x_{\bullet }:=\left\{x_{n}:n\in \mathbb {N} \right\}} lze definovat obvyklým způsobem.
- Pokud existuje prvek {\displaystyle x\in X}, který se v posloupnosti objevuje nekonečně mnohokrát, pak tento {\displaystyle x} je hromadným bodem posloupnosti. Ale {\displaystyle x} nemusí být hromadným bodem odpovídající množiny {\displaystyle \operatorname {Im} x_{\bullet }.} Pokud například posloupnost je konstantní posloupností s hodnotami {\displaystyle x,} máme {\displaystyle \operatorname {Im} x_{\bullet }=\{x\}} a {\displaystyle x} je izolovaným bodem {\displaystyle \operatorname {Im} x_{\bullet }}, a ne hromadným bodem {\displaystyle \operatorname {Im} x_{\bullet }.}

- Pokud se žádný prvek neobjevuje nekonečně mnohokrát v posloupnosti, například pokud všechny prvky jsou navzájem různé, jakýkoli hromadný bod posloupnosti je {\displaystyle \omega }-hromadným bodem příslušné množiny {\displaystyle \operatorname {Im} x_{\bullet }.}

Pokud je naopak dána spočetná nekonečná podmnožina {\displaystyle A\subseteq X,} můžeme všechny její prvky vyčíslit mnoha způsoby, dokonce s opakováním, a tak s ní ztotožnit s mnoho posloupností {\displaystyle x_{\bullet }}, pro které bude platit {\displaystyle A=\operatorname {Im} x_{\bullet }.}
- Jakýkoli {\displaystyle \omega }-hromadný bod množiny {\displaystyle A} je hromadným bodem libovolné odpovídající posloupnosti (protože libovolné okolí bodu bude obsahovat nekonečně mnoho prvků množiny {\displaystyle A} a tedy také nekonečně mnoho členů jakékoli odpovídající posloupnosti).

- Bod {\displaystyle x\in X}, který není {\displaystyle \omega }-hromadným bodem množiny {\displaystyle A} nemůže být hromadným bodem žádné z odpovídajících posloupností bez nekonečných opakování (protože {\displaystyle x} má nějaké okolí, které obsahuje pouze konečně mnoho bodů (případně dokonce žádný) množiny {\displaystyle A} a protože okolí může obsahovat pouze konečně mnoho členů takových posloupností).

### Vlastnosti
Každá limita nekonstantní posloupnosti je hromadným bodem posloupnosti.
A podle definice, každý hromadný bod je bodem uzávěru.
Uzávěr {\displaystyle \operatorname {cl} (S)} množiny {\displaystyle S} je disjunktní sjednocení svých limitních bodů {\displaystyle L(S)} a izolovaných bodů {\displaystyle I(S)}:
{\displaystyle \operatorname {cl} (S)=L(S)\cup I(S),L(S)\cap I(S)=\varnothing .}
Bod {\displaystyle x\in X} je limitní bod množiny {\displaystyle S\subseteq X} právě tehdy, když leží v uzávěru množiny {\displaystyle S\setminus \{x\}.}
Pokud používáme {\displaystyle L(S)} pro označení množiny limitních bodů množiny {\displaystyle S,} pak máme následující charakterizaci uzávěru množiny {\displaystyle S}: Uzávěr množiny {\displaystyle S} se rovná sjednocení množiny {\displaystyle S} a {\displaystyle L(S).} Tento fakt se někdy používá jako definice uzávěru množiny.
Důsledek tohoto výsledku nám dává charakterizaci uzavřených množin: Množina {\displaystyle S} je uzavřený právě tehdy, když obsahuje všechny své limitní body.
Žádný izolovaný bod není limitním bodem jakékoli množiny.
Prostor {\displaystyle X} je diskrétním prostorem právě tehdy, když žádná jeho podmnožina {\displaystyle X} nemá limitní bod.
Pokud prostor {\displaystyle X} má triviální topologii a {\displaystyle S} je jeho podmnožina s více než jedním prvkem, pak všechny prvky množiny {\displaystyle X} jsou limitní body množiny {\displaystyle S.} Pokud {\displaystyle S} je jednoprvková množina, pak každý bod množiny {\displaystyle X\setminus S} je limitním bodem množiny {\displaystyle S.}